# Moline (Illinois)
Moline ist eine Stadt am Mississippi River im Rock Island County im US-amerikanischen Bundesstaat Illinois. Moline liegt rund 275 km westlich von Chicago, auf halbem Wege zwischen Minneapolis im Norden und St. Louis im Süden. Das U.S. Census Bureau hat bei der Volkszählung 2020 eine Einwohnerzahl von 42.985 ermittelt.
Zusammen mit den benachbarten Städten Rock Island sowie Davenport und Bettendorf ist das 1872 zur Stadt erhobene Moline Teil der sogenannten Quad Cities. Mit dem Quad City International Airport besitzt Moline den drittgrößten Flughafen von Illinois.
Der weltweit größte Hersteller von Landmaschinen, Deere & Company, hat hier seinen Hauptsitz. Der Quad City Campus der Western Illinois University liegt ebenfalls in Moline.
Der Name Moline leitet sich vom französischen Wort Moulin (‚Mühle‘) ab.

## Geografie
Nachbargemeinden:
| Davenport   | Bettendorf                        | Riverdale   |
| Rock Island | Kompass                           | East Moline |
| Milan       | Quad Cities International Airport | Coal Valley |

## Persönlichkeiten

### Söhne und Töchter der Stadt
- Vincent Hugo Bendix (1882–1945), Ingenieur, Erfinder und Industrieller
- Dorothy Sears Ainsworth (1894–1976), Sportlehrerin, Sportpädagogin, Hochschullehrerin und Funktionärin
- Nicholas Mayall (1906–1993), Astronom
- Henry W. Setzer (1916–1992), Mammaloge
- Warren E. Hearnes (1923–2009), Politiker, Gouverneur von Missouri
- Pat Patrick (1929–1991), Jazzmusiker
- Tom Railsback (1932–2020), Politiker
- Ken Berry (1933–2018), Schauspieler und Tänzer
- Roald H. Fryxell (1934–1974), Geologe und Archäologe
- Diane Johnson (* 1934), Schriftstellerin
- Don Sundquist (1936–2023), Politiker, Gouverneur von Tennessee
- Lisa De Leeuw (* 1958), Pornodarstellerin
- Christopher Glancy CSV (* 1960), Weihbischof in Belize City-Belmopan
- Dan Steele (* 1969), Leichtathlet, Bobfahrer, Leichtathletiktrainer
- Darrin Steele (* 1969), Zehnkämpfer, Bobfahrer, Sportmanager und -funktionär
- Aisha Praught-Leer (* 1989), jamaikanische Mittelstrecken- und Hindernisläuferin

### Persönlichkeiten mit Bezug zur Stadt
- John Deere (1804–1886), Hufschmied, Erfinder des Stahlpflugs und Firmengründer